# Петар Грујичић
Петар Грујичић (Београд, 31. октобар 1967) српски је драматург, сценариста, романсијер, филолог, театролог, филмски и позоришни критичар. Доцент на предмету Глума на Факултету савремених уметности у Београду од 2017. године.
Између осталог, аутор је награђиваних радова — сценарија за филм Пун месец над Београдом и драме Фишкал галантом — као и више других драма, романа и научних студија.

## Образовање
Дипломирао драматургију на београдском Факултету драмских уметности 1993. године. Дипломирао је на Филолошком факултету у Београду такође 1993, на групи за јужнословенске и општу књижевност.
На Филолошком факултету је магистрирао са радом „Идеја театра и комедије Јована Стерије Поповића“ 1998, а докторирао 2008. године радом „Поступци идеализације епског лика Марка Краљевића“.

## Радна биографија
Као драматург и сценариста, радио на многим пројектима у позоришту, на филму и телевизији. Од 1995. до 2001. био је истраживач на пројектима Института за књижевност и уметност у Београду.
Радио је као позоришни критичар Радија Б–92 у периоду 1990-2000. Позоришне критике и театролошке радове објављивао у часописима Театрон, Сцена и Лудус. Од 2008. је члан редакције Лудуса.
Био је члан председништва Савеза драмских уметника Србије (2008-2010) и члан управног одбора позоришта „Душко Радовић“ (2002-2005);